# Mount Hope (Wisconsin)
Mount Hope – miasto w Stanach Zjednoczonych, w stanie Wisconsin, w hrabstwie Grant.